# Klaus Schlüter (Politiker)

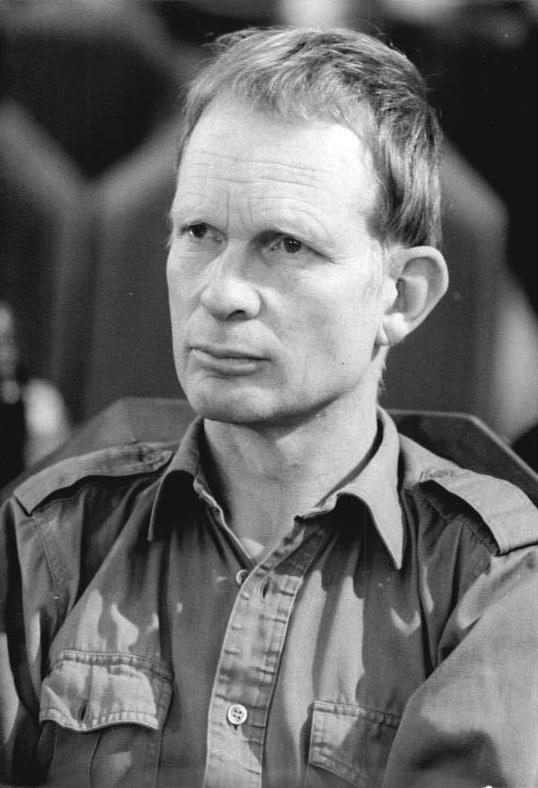
Klaus Schlüter (1990)

Klaus Schlüter (* 24. Juli 1939 in Jörnstorf bei Neubukow) ist ein ehemaliger deutscher Politiker. Er war Minister ohne Geschäftsbereich in der DDR. Er war Mitbegründer und langjähriger Vorstandsvorsitzender der Grünen Liga.

## Leben
Schlüter absolvierte 1958–1960 eine Lehre als Landvermesser, anschließend bis 1969 ein Studium der Geodäsie an der TU Dresden. Während dieser Zeit war er wegen „aufrührerischer Zusammenrottung“ acht Monate in Haft und musste sich danach als Landvermesser in Mecklenburg „in der Praxis bewähren“. Nach dem Studium war er auf dem Gebiet der EDV tätig.
Schlüter war in kirchlichen Natur- und Umweltschutzgruppen sowie der Fachgruppe der Gesellschaft für Natur und Umwelt (GNU) beim Kulturbund aktiv. 1987 war er Mitbegründer einer GNU-Fachgruppe Stadtökologie und arbeitete an der DDR-weiten Vernetzung der stadtökologischen Gruppen.
Im November 1989 war er Mitglied der Initiativgruppe für die Gründung der Grünen Liga (GL) und von Dezember 1989 bis März 1990 Vertreter der GL am zentralen Runden Tisch. Von Februar bis April 1990 war er als Minister ohne Geschäftsbereich am Nationalparkprogramm der DDR beteiligt. Bei der Landtagswahl in Mecklenburg-Vorpommern am 14. Oktober 1990 trat er als parteiloser Spitzenkandidat für die Grünen an, die jedoch mit 4,2 % an der Sperrklausel scheiterten. Von 1990 bis 2011 stand Schlüter als Sprecher, Bundessprecher und Vorstandsvorsitzender an der Spitze des ostdeutschen Umweltnetzwerks Grüne Liga. Von 1991 bis 1994 war er wissenschaftlicher Mitarbeiter beim Landtag von Mecklenburg-Vorpommern.